# Belagerung von Gaeta und Seeschlacht von Ponza
Die Belagerung von Gaeta und die anschließende Seeschlacht von Ponza sind zwei kriegerische Ereignisse des Jahres 1435. In jenem Jahr wandte sich Alfons V. von Aragon auf seinem Feldzug zur Eroberung des Thrones des Königreichs Neapel von König Renatus von Anjou-Valois gegen Gaeta, das sich ihm widersetzte. Er wurde in den Hoheitsgewässern von Ponza vom genuesischen Admiral Biagio Assereto besiegt und gefangen genommen und dann dank der Fürsprache des Herzogs von Mailand Filippo Maria Visconti befreit.

## Hintergrund
Königin Johanna II. von Anjou-Durazzo vermachte nach dem Tod Ludwigs III. von Anjou-Valois 1434 das Königreich Neapel ihrem Bruder Renatus. Alfons V. von Aragon, genannt der Großmütige, akzeptierte das Testament der Königin nicht, da er glaubte, es sei gegen ihren Willen verfasst worden, und führte deshalb Krieg gegen Renatus.

## Auseinandersetzungen

### Belagerung von Gaeta
Francesco Spinola brachte von Genua aus mit zwei Schiffen Nachschub für das Heer des Königs Renatus von Anjou-Valois, der mit dem Thronanwärter Alfons V. von Aragon um den Thron des Königreichs Neapel stritt. An Bord hatte er eine Kontingent von 800 Soldaten, darunter 400 Armbrustschützen. Bei seiner Ankunft in Gaeta wurde er sofort zum Gouverneur ernannt und begann mit dem Bau von Befestigungsanlagen für eine äußerst verzweifelte Verteidigung. Alfons V. von Aragon belagerte die Stadt und versuchte, sie durch Aushungern zu erobern. Die Kämpfweise war sehr unterschiedlich: Die Angreifer setzten ausgiebig auf Bombardements, während die Genueser die Belagerungsmaschinen mit langen Stangen und Steinwürfen am Vorrücken hinderten.
Da Spinola die Lebensmittel zur Ernährung der Bevölkerung ausgingen, trieb er alte Männer und Kinder, etwa 4.000 Menschen, aus der Stadt, die Dank der Großzügigkeit Alfonsos im feindlichen Lager Zuflucht fanden. Während der Kämpfe wurde Francesco Spinola durch einen Pfeil im Oberschenkel verwundet und seine Garnison durch Krankheiten dezimiert. Zu seinem Glück kamen ihm 14 Schiffe, ein Kriegsschiff und drei Galeeren, unter dem Kommando des genuesischen Admirals Biagio Assereto mit insgesamt 7.000 Soldaten an Bord zu Hilfe.
In der Hoffnung, dass eine Niederlage der Republik Genua diese weiter schwächen und seiner Herrschaft unterwerfen würde, schickte zur gleichen Zeit der Herzog von Mailand, Filippo Maria Visconti, heimlich einen Boten zu Alfonso, um ihn vor der bevorstehenden Ankunft der genuesischen Hilfstruppen zu warnen, und zwang ihn, eine Flotte von 14 Schiffen und 13 Galeeren mit 13.000 Soldaten an Bord aufzustellen, um ihnen auf dem Seeweg entgegenzutreten.

### Seeschlacht von Ponza
Die Ereignisse bei Gaeta schienen zunächst die Aragonier zu begünstigen, doch die entscheidende Schlacht fand am 5. August vor der Küste von Ponza statt. Die Schlacht, die um die Mittagszeit begann und bis zehn Uhr abends dauerte, entschied die genuesische Flotte für sich, was auf ihre übliche Taktik zurückzuführen war, einen Teil ihrer Streitkräfte erst spät und zum günstigsten Zeitpunkt in die Schlacht zu schicken.
Der Sieg übertraf die Erwartungen der Genuesen bei weitem: Neben der reichen Beute gab es wichtige Gefangene, von denen Lösegeld gefordert werden konnte, darunter Alfonso mit seinen Brüdern Enrico und Pietro und seinem Sohn Ferrante, der König von Navarra Johann II. von Aragon, der Fürst von Rossano Marino Marzano, der Fürst von Tarent Giovanni Antonio Orsini del Balzo und Minicuccio Ugolini, der Kapitän von 500 Lanzen. Nur ein aragonesisches Schiff konnte sich retten und Alfonsos Verluste beliefen sich auf insgesamt 600 Tote und 5.000 Gefangene.

### Die politische Wende von Filippo Maria Visconti
Filippo Maria Visconti versuchte zunächst, den Genueser Senat und Assereto zur Fortsetzung des Krieges durch die Besetzung Siziliens zu bewegen, doch der Admiral lehnte aus Mangel an Truppen und Geld ab. Auf dem Rückweg landete die siegreiche Flotte in Portovenere, wo Assereto vom Herzog den Befehl erhielt, Alfonso und die anderen Gefangenen nicht in Genua, sondern in Savona anzulanden und nach Mailand zu bringen.
Dank der wechselnden und unberechenbaren Haltung Viscontis gelang es Alfonso, sich aus dieser für ihn sehr schwierigen Situation zu befreien. Die Versionen der Historiker sind in diesem Punkt widersprüchlich.
Den Genuesen zufolge weigerte sich der Herzog drei Tage lang, Alfonso zu sehen, und wartete auf einen astrologisch günstigen Tag. Als er ihn traf, überzeugten ihn die Aragonier von der falschen Politik zugunsten Frankreichs, das seine militärischen Ziele auf Genua und Mailand ausrichtete, und einigten sich mit ihm, die Lösegeldforderung zurückzuziehen und sich um seine Rückführung in das Gebiet des Königreichs Neapel zu kümmern.
Die Mailänder Historiker hingegen halten das Manöver Filippo Maria Viscontis für eine geschickte und machiavellistische Doppelzüngigkeit. Nach ihrer Version empfing Visconti am 21. September 1435 angevinische Gesandte in Mailand, mit denen er einen siebzigjährigen Vertrag unterzeichnete. Nach der Version von Pier Candido Decembrio unterzeichnete der Herzog am 8. Oktober zwei Verträge, in denen sich Alfonso verpflichtete, Lerici und Portovenere an ihn und nicht an die Republik Genua zurückzugeben und ihm im Falle einer Rebellion gegen die Republik Genua zu helfen. Im Gegenzug ließ Visconti Alfonso frei, sicherte ihm die Unterstützung von 3.000 Rittern bei der Eroberung des Königreichs Neapel zu und verpflichtete sich, alle genuesischen Versuche, ihn daran zu hindern, zu unterbinden.
Filippo Maria Visconti und Alfons V. von Aragon beabsichtigten, Italien auf diese Weise aufzuteilen: Letzterer sollte mit Hilfe des Ersteren das Königreich Neapel erobern, während das Bündnis mit dem Herzogtum Mailand den Rest der Halbinsel beherrschen sollte.

## Die Folgen
Die politischen Entscheidungen Filippo Maria Viscontis führten zu gegensätzlichen Entwicklungen im Leben der beiden Hauptverantwortlichen für die Niederlage Alfons V. von Aragon.
Biagio Assereto, der in Genua einen Kompromiss mit der promailändischen Fraktion eingegangen war, wurde für die Kursänderung Filippo Maria Viscontis verantwortlich gemacht und verbannt. Nachdem er von Visconti die Ämter des Gouverneurs von Mailand und des Conte von Serravalle Scrivia erhalten hatte, bekleidete er für ihn 1437 erneut die Ämter des herzoglichen Kommissars von Parma und des Befehlshabers der mailändischen Armee im Krieg gegen die Republik Venedig. Immer noch mit Mailand verbunden, trat er in den Dienst Francesco Sforzas und besiegte den venezianischen Admiral Querini bei Chiusa d'Adda und Casalmaggiore. Schließlich gab Assereto seine militärische Laufbahn auf und zog sich nach Serravalle Scrivia zurück, wo er sich mit Freunden traf und sich literarischen Studien widmete. Dort schloss er Freundschaft mit Enea Silvio Piccolomini, dem späteren Papst Pius II. Er starb am 25. April 1456 in Serravalle Scrivia und wurde in der dortigen Erzpriesterkirche beigesetzt.
Francesco Spinola führte 1435 den Genueser Aufstand gegen den Herzog von Mailand an. Er starb 1442 und wurde in der Kirche San Domenico in Genua beigesetzt.